# Tavel, Gard
Tavel är en kommun i departementet Gard i regionen Occitanien i södra Frankrike. Kommunen ligger i kantonen Roquemaure som tillhör arrondissementet Nîmes. År 2022 hade Tavel 2 032 invånare.

## Befolkningsutveckling
Antalet invånare i kommunen Tavel
Referens:INSEE